# Willi Sitte

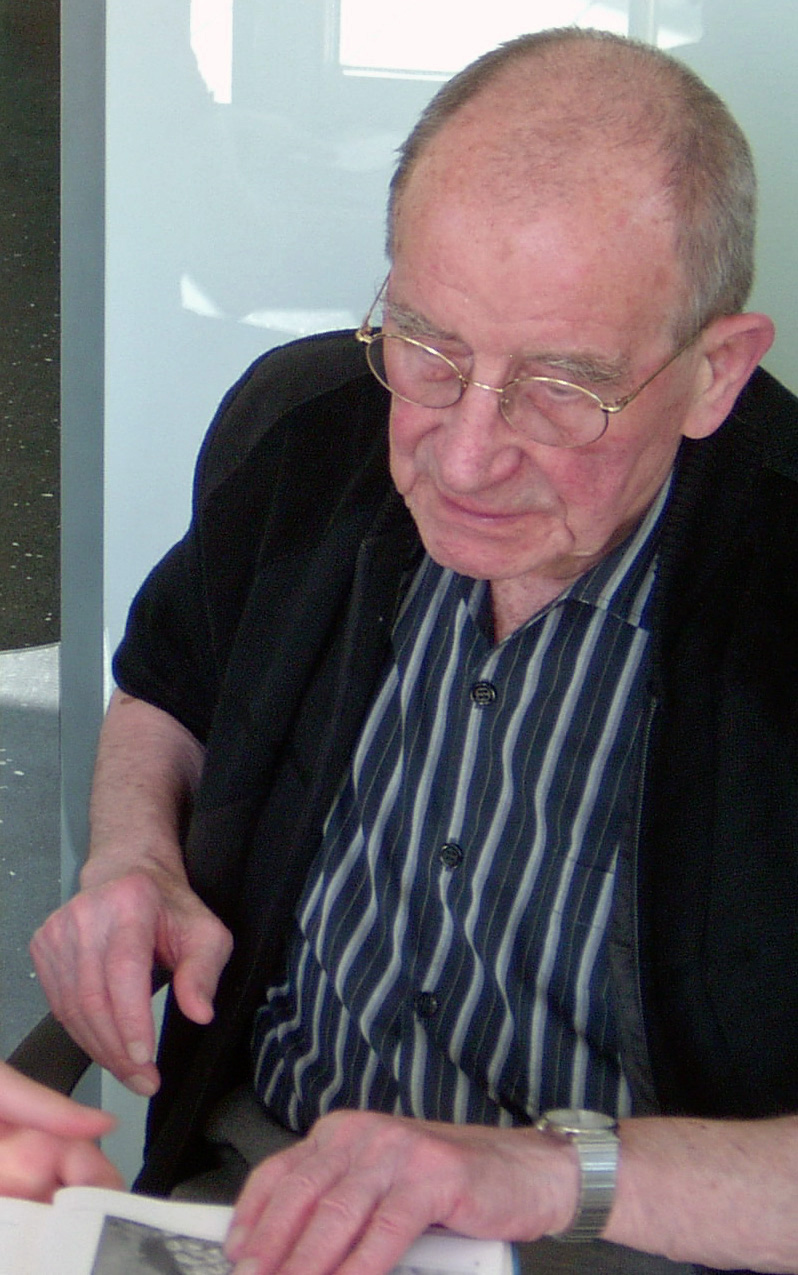
Sitte in 2007

Willi Sitte (Chrastava, 28 februari 1921 – Halle, 8 juni 2013) was een Duits kunstschilder en graficus. Sitte was lange tijd voorzitter van de Verband Bildender Künstler der DDR en was lid van de Volkskammer. 
Willi Sitte, broer van Rudolf Sitte, volgde de kunstschool in Liberec en werd in 1940, ten tijde van het naziregime, bevolen zich aan te sluiten bij de Hermann-Göring-Meisterschule für Malerei in de Duitse Eifel. Doordat hij kritiek gaf op de opdrachten, diende hij zich te melden voor het oostfrontleger van de Wehrmacht. Aan het oostfront liep hij geelzucht op, waarop hij terug werd gestuurd naar Duitsland om te herstellen. Eenmaal hersteld werd hij uitgezonden naar het Italiaans front. Daar deserteerde Sitte en sloot zich aan bij de Italiaanse partizanen.
Na de oorlog ging Sitte eerst werken in de Italiaanse steden Milaan, Vicenza en Venetië om vervolgens in 1946 terug te keren in Liberec. Deze stad moest hij echter verlaten, doordat alle Duitsers Tsjechoslowakije dienden te verlaten. Hij ging zich vestigen in Halle, waar hij zich aansloot bij de Sozialistische Einheitspartei Deutschlands. In 1951 vervulde Sitte een lectoraat aan de Kunstschule Burg Giebichenstein, waar hij in 1959 promoveerde tot professor. Hij werd de leidende kunstenaar in Halle en lobbyde voor kunstenaarsvrijheid. Dit leidde tot ergernis binnen zijn partij, waardoor hem tijdelijk werd verboden zijn vak uit te voeren. Hij had echter andere kunstenaars als Christa Wolf, Wolf Biermann, Eva-Maria Hagen, Sarah Kirsch en Rainer Kirsch aan zijn zijde. Onder andere doordat hij vanaf 1964 actief de politiek in ging, werd zijn verbod opgeheven.
Als vertegenwoordiger van het socialistisch realisme kwam er steeds meer bewondering voor Sittes werk. Dit leidde ertoe dat hij ook diverse functies toebedeeld kreeg. Hij werd in 1969 lid van de Akademie der Künste en was van 1974 tot 1988 voorzitter van het Verband Bildender Künstler der DDR. Vanaf 1976 werd Sitte afgevaardigde van de Volkskammer, het Oost-Duitse parlement. Van 1986 tot 1989 maakte Sitte deel uit van het centraalcomité van de Sozialistische Einheitspartei Deutschlands, het belangrijkste partij orgaan. Buiten Duitsland was Sitte lid van de Wereldvredesraad en na de val van de muur werd hij in 2001 lid van de European Academy of Sciences, Arts and Humanities in Parijs.
Ondanks al deze functies bleef de productiviteit van Sitte hoog door vele kunstwerken te vervaardigen. Zijn stijl bevatte vele figuurlijke vormen waarin barokke vormen terugkeerden. In zijn kunstwerken kwam veelal zijn politieke overtuiging terug. Samen met Werner Tübke, Bernhard Heisig en Wolfgang Mattheuer gold Sitte als de belangrijkste kunstenaar uit de DDR. Na de Duitse hereniging leidde Sittes werk regelmatig tot discussie, omdat deze vol waren van communistische boodschappen.
Sitte overleed op 8 juni 2013 op 92-jarige leeftijd in zijn woonplaats Halle.

## Prijzen
- 1953: Kunstprijs van de stad Halle voor het schilderij Karl Marx liest vor
- 1954: Kunstprijs van de stad Halle voor het schilderij Aus den Tagen bei Leipzig
- 1968: Käthe-Kollwitz-Preis van de Akademie der Künste
- 1979: Nationale prijs van de DDR eerste klasse voor Kunst en Literatuur
- 2008: Ereburger van Montecchio Maggiore wegens zijn verdiensten in de Tweede Wereldoorlog voor de partizanen
- 2009: Mensenrechtenprijs samen met Heidrun Hegewald en Walter Womacka
- 2009: De componist Wolfgang Fuchs schrijft over de schilderijen van Sitte een vernissage

- Bibliothèque nationale de France: cb12902521t (data)
- Gemeinsame Normdatei: 118614827
- International Standard Name Identifier: 0000 0000 7835 191X
- Library of Congress Control Number: n83006925
- Nationale Bibliotheek van Letland: 000147815
- Nationale Bibliotheek van Tsjechië: xx0004338
- Nationale Bibliotheek van Israël: 987012374663105171
- Nationale Bibliotheek van Polen: a0000003081032
- Nationale en Universitaire bibliotheek Zagreb: 000369623
- Nederlandse Thesaurus van Auteursnamen: 069404747
- Réseau des bibliothèques de Suisse occidentale: 02-A003835944
- RKD-Nederlands Instituut voor Kunstgeschiedenis: 221877
- Système universitaire de documentation: 07052257X
- Union List of Artist Names: 500096150
- Virtual International Authority File: 67258425
- WorldCat: E39PBJqqpkWhQVVBB8BqGwtqcP